# Messier 98
Messier 98 (M98 ili NGC 4192) je spiralna galaksija u zviježđu Berenikina kosa.  Otkrio ju je Pierre Méchain 15. ožujka 1781. godine. Charles Messier je galaksiju dodao u katalog 13. travnja iste godine kao 98. objekt.

## Svojstva
M98 je pripadnica skupa Virgo unatoč tome što se ne nalazi u zviježđu Djevica. Nalazi se na udaljenosti od 60 milijuna ly, kao i većina galaktika u skupu.
Njene prividne dimenzije od 9,4' x 2,3' odgovaraju stvarnim dimenzijama od 164.000 x 40.000 svjetlosnih godina. M98 nam je okrenuta bokom i ona je zapravo svojim oblikom približno okrugla, a ne izduženi elipsoid kako je mi vidimo. Na rubu diska moguće je vidjeti plave regije, mjesta gdje se formiraju zvijezde i gdje se nalaze otvoreni skupovi s mladim, plavim zvijezdama.
M98 je jedna od rijetkih galaktika u skupu Djevica koja nam se približava. Zbog dinamike skupa njena brzina kroz prostor je oko 1.200 km/s. Galaksija zapravo propada kroz skup i nama se približava brzinom od 142 km/s.

## Amaterska promatranja
Prividni sjaj galaktike je magnitud + 10.10. Galaksija slovi kao jedna od težih za promatranje iz Messierova kataloga. Kroz 200 mm teleskop galaktika je umjereno sjajna, vidljiva je kao duguljasta maglica s izraženim središnjim zadebljanjem.

## Vanjske poveznice
- (eng.) SEDS: NGC 4192
- (eng.) Revidirani Novi opći katalog
- (eng.) Izvangalaktička baza podataka NASA-e i IPAC-a
- (eng.) Astronomska baza podataka SIMBAD
- (eng.) VizieR